# حازم الشعراوي
حازم الشعراوي هو نائب مدير تلفزيون الأقصى في السلطة الوطنية الفلسطينية. وهو المبدع والمشرف على برنامج «رواد الغد» للأطفال، والذي يتم بثه على قناة الأقصى. كما يدير برنامج إذاعة صوت الأطفال المسموع «أفنان» و«الفروع»